# Elena Vannoni
Elena Vannoni (Massa Marittima, 22 agosto 1971) è una regista teatrale e costumista italiana.

## Biografia
Nata a Massa Marittima, studia all'Istituto d'arte di Firenze dove nel 1990 consegue il diploma di maestro d'arte in Moda e costume teatrale. La collaborazione con la costumista Premio Oscar Gabriella Pescucci la conduce nel 2001 al Teatro Comunale di Firenze presso il quale, nell'ambito del Maggio Musicale Fiorentino, segue gli allestimenti dei costumi per La sonnambula di Vincenzo Bellini e Attila di Giuseppe Verdi.
Il 2001 la vede trasferirsi a Roma in seguito all'ammissione come allieva effettiva all'Accademia nazionale d'arte drammatica, da cui nel 2004 si diploma nel corso di regia.
Nel 2004 la sua messa in scena di Proposta di matrimonio di Anton Čechov viene insignita del Premio nazionale delle arti indetto dal Ministero della Pubblica Istruzione.
Nel 2005 vince una borsa di studio presso la Universität der Künste Berlin di Berlino, grazie alla quale prosegue i suoi studi teatrali a Berlino fino al 2006.
La sua attività artistica resta legata all'ambiente berlinese e nel 2007 la Universität der Künste Berlin le affida la regia delle pièce teatrali degli allievi dei corsi di recitazione. Nello stesso anno assume la direzione artistica dello storico Engelbrot Theatre di Berlino.
A partire dal 2008 inizia le sue collaborazioni artistiche oltreoceano e nel 2010 approda al The Actors' Gang di Los Angeles con la trasposizione teatrale di un racconto di Franz Kafka.
Dal 2020 studia alla Columbia University per un secondo Master in Theatre Directing con la supervisione di Anne Bogart

## Carriera

### Regia
- Elly Hillesum: a Voice outside the Camp di Elena Vannoni (UCLA Haines Hall Los Angeles, 2018)
- The marriage proposal di Anton Čechov (Hollywood Fringe Festival, Hudson Theatres, Los Angeles, 2015)
- Bites di Kay Adshead (Old Bank District Theatre, Downtown Los Angeles, 2012)
- Una relazione per un'accademia di Franz Kafka (The Actors' Gang, Los Angeles, 2010)
- Bisse di Kay Adshead (Engelbrot Theatre, Berlino, 2009)
- Morsi di Kay Adshead (Teatro dell'Orologio, Roma, 2009)
- Die Spitzeder di Martin Sperr (Engelbrot Theatre, Berlino, 2008)
- Isola Maremma, lettura per l'Accademia Nazionale d'Arte Drammatica (Civitella, 2007)
- L'arte della commedia di Edoardo De Filippo (Berlino, 2007)
- Frag-mente infernali: begegnung mit Pasolini, liberamente tratto da La Divina Mimesis di Pier Paolo Pasolini (Universität der Künste, Berlino, 2007)
- La signorina Julie di August Strindberg (Universität der Künste, Berlino, 2006)
- Il saccheggio del palazzo (Roma, 2005)
- Se la strada passasse (Roma, 2006)
- The Pitchfork Disney di Philip Ridley (Roma, 2005)
- Proposta di matrimonio di Anton Čechov (Roma, 2004)
- Emigranti di Sławomir Mrożek (Roma, 2004)
- Il marinaio di Fernando Pessoa (Roma, 2001)

### Costumi
- Die Spitzeder di Martin Sperr (Engelbrot Theatre, Berlino, 2008)
- Mein wunderbar Waschsalon di Hanif Kureishi (Universität der Künste, Berlino, 2006)
- La sonnambula di Vincenzo Bellini (Teatro del Maggio Musicale Fiorentino, Firenze, 2001)
- Attila di Giuseppe Verdi (Teatro del Maggio Musicale Fiorentino, Firenze, 2001)